# Římskokatolická farnost Pozděchov
Římskokatolická farnost Pozděchov je územní společenství římských katolíků s farním kostelem svatého Jiří v děkanátu Vsetín. 

## Historie farnosti
První zmínka je z roku 1361. Pozděchov byl trvalou součástí vizovického panství. V roce 1663 a na počátku 18. století byl Pozděchov poznamenán tatarskými a kuruckými (uherskými) vpády. Kostel pravděpodobně stojí na místě staršího kostela. V letech 1700 až 1710 jej zde nechal vybudovat majitel vizovického panství hrabě Prokop Gervas Gollen. Od roku 1868 se kostel stal farním kostelem.

## Duchovní správci
Administrátorem excurrendo je od srpna 2016 P. RNDr. Jiří Kučera, M.A. CSP.

## Bohoslužby
| Kostel       | Místo     | Bohoslužba (den) | Hodina                                    | Poznámka     |
| ------------ | --------- | ---------------- | ----------------------------------------- | ------------ |
| svatého Jiří | Pozděchov | neděle středa    | 11.00 16.00 (zimní čas)/17.00 (letní čas) | farní kostel |

## Aktivity ve farnosti
Na území farnosti se pravidelně pořádá tříkrálová sbírka. V roce 2017 se při ní vybralo v Pozděchově 20 989 korun, v Prlově 2 204 korun. 